# Anders Lindegaard
Anders Rosenkrantz Lindegaard (Odense, 13 aprile 1984) è un ex calciatore danese, di ruolo portiere.

## Carriera

### Club
Ha iniziato la carriera in patria, con la maglia dell'Odense. Dopo un periodo in prestito al Kolding, si è trasferito in Norvegia, all'Aalesunds, sempre a titolo temporaneo. Ha esordito con la nuova squadra il 15 marzo 2009, nella partita contro il Tromsø. Successivamente, il trasferimento del calciatore è diventato permanente. Nella stessa stagione, ha vinto con la sua squadra la Coppa di Norvegia 2009. Il 7 marzo 2010, proprio in virtù di questo successo, Lindegaard è stato schierato in campo nella Superfinalen tra Aalesunds e Rosenborg: la sua squadra è stata però sconfitta per tre a uno. Nell'estate 2010, il suo nome è stato avvicinato ad alcuni club britannici quali Manchester United, Arsenal e Celtic.
Proprio i Red Devils lo hanno strappato alla concorrenza, ufficializzandone il trasferimento il 27 novembre 2010, con il calciatore che si unirà alla squadra nel mese di gennaio 2011: non sono stati resi noti i termini dell'accordo, ma il Manchester United dovrebbe aver pagato il cartellino del portiere circa cinque milioni di euro.
Il 14 settembre 2011 debutta con la maglia del Manchester United in Champions League nella prima partita del girone contro il Benfica, match finito 1-1.
Dopo aver passato un periodo in cui era il primo portiere davanti al compagno David de Gea, a partire dalla stagione 2013-2014 viene relegato al ruolo di riserva.
Il 31 agosto 2015 viene acquistato dal West Bromwich Albion. Il 1º luglio 2016 ha rescisso il contratto che lo legava al club. Il 2 luglio ha fatto così ritorno al Preston North End, dove aveva giocato in prestito nell'annata precedente, a cui si è legato con un accordo annuale.
Rimasto svincolato, il 21 settembre 2017 viene tesserato dal Burnley, firmando fino al termine della stagione. Rimasto in rosa anche per la stagione 2018-2019, non ha mai giocato gare ufficiali ad eccezione di due partite contro l'Aberdeen valide per il secondo turno di Europa League.
Trentacinquenne, nel luglio 2019 viene chiamato dagli svedesi dell'Helsingborg, squadra in cerca di un portiere per far fronte agli infortuni di Pär Hansson e del giovane Kalle Joelsson.
Il 19 luglio 2020 mette a segno il suo primo goal in carriera, regalando alla sua squadra il 2-2 in extremis contro il Falkenberg. A fine stagione la squadra retrocede, ma Lindegaard rimane ugualmente in squadra e con 28 presenze contribuisce al terzo posto nella Superettan 2021 che riporta i rossoblu nella massima serie dopo un doppio spareggio promozione (giocato però da Joelsson). Al termine dell'Allsvenskan 2022, che vede Lindegaard giocare solo cinque partite e che si conclude con una nuova retrocessione dell'Helsingborg in Superettan, il portiere danese annuncia il ritiro dal calcio giocato.

### Nazionale
Lindegaard ha esordito con la Danimarca il 7 settembre 2010, poiché il portiere titolare Thomas Sørensen ha annunciato prima dell'incontro con l'Islanda che non avrebbe potuto giocare a causa di un infortunio. I danesi si sono imposti per uno a zero.

## Statistiche

### Presenze e reti nei club
Statistiche aggiornate al 24 gennaio 2016.
| Stagione                 | Squadra                  | Campionato               | Campionato | Campionato | Coppe nazionali | Coppe nazionali | Coppe nazionali | Coppe continentali | Coppe continentali | Coppe continentali | Altre coppe | Altre coppe | Altre coppe | Totale | Totale |
| Stagione                 | Squadra                  | Comp                     | Pres       | Reti       | Comp            | Pres            | Reti            | Comp               | Pres               | Reti               | Comp        | Pres        | Reti        | Pres   | Reti   |
| ------------------------ | ------------------------ | ------------------------ | ---------- | ---------- | --------------- | --------------- | --------------- | ------------------ | ------------------ | ------------------ | ----------- | ----------- | ----------- | ------ | ------ |
| 2003-2004                | Odense BK                | SL                       | 0          | -0         | CD              | 0               | -0              | CU                 | 0                  | -0                 | -           | -           | -           | 0      | -0     |
| 2004-2005                | Odense BK                | SL                       | 0          | -0         | CD              | 0               | -0              | -                  | -                  | -                  | -           | -           | -           | 0      | -0     |
| 2005-2006                | Odense BK                | SL                       | 0          | -0         | CD              | 0               | -0              | -                  | -                  | -                  | -           | -           | -           | 0      | -0     |
| 2006-2007                | Odense BK                | SL                       | 1          | -0         | CD              | 0               | -0              | CU                 | 0                  | -0                 | -           | -           | -           | 1      | -0     |
| 2007-2008                | Odense BK                | SL                       | 1          | -0         | CD              | 0               | -0              | CU                 | 0                  | -0                 | -           | -           | -           | 1      | -0     |
| 2008-dic.2008            | Kolding FC               | 1.D                      | 9          | -13        | -               | -               | -               | -                  | -                  | -                  | -           | -           | -           | 9      | -13    |
| gen.-giu. 2009           | Aalesunds FK             | ES                       | 26         | -34        | CN              | 0               | -0              | -                  | -                  | -                  | -           | -           | -           | 26     | -34    |
| giu.-ago. 2009           | Odense BK                | SL                       | 4          | -6         | CD              | -               | -               | UEL                | 2                  | -3                 | -           | -           | -           | 6      | -9     |
| Totale Odense BK         | Totale Odense BK         | Totale Odense BK         | 6          | -6         |                 | 0               | -0              |                    | 2                  | -3                 |             |             |             | 8      | -9     |
| ago. 2009-2010           | Aalesunds FK             | ES                       | 30         | -37        | CN              | 0               | -0              | -                  | -                  | -                  | -           | -           | -           | 30     | -37    |
| 2010-gen. 2011           | Aalesunds FK             | ES                       | 0          | -0         | CN              | 0               | -0              | UEL                | 2                  | -4                 | -           | -           | -           | 2      | -4     |
| Totale Aalesunds FK      | Totale Aalesunds FK      | Totale Aalesunds FK      | 56         | -71        |                 | 0               | -0              |                    | 2                  | -4                 |             |             |             | 58     | -75    |
| gen.-giu. 2011           | Manchester United        | PL                       | 0          | 0          | FACup+CdL       | 2+0             | -1              | UCL                | 0                  | 0                  | CS          | -           | -           | 2      | -1     |
| 2011-2012                | Manchester United        | PL                       | 8          | -4         | FACup+CdL       | 1+0             | -2              | UCL+UEL            | 2+0                | -1                 | CS          | 0           | 0           | 11     | -7     |
| 2012-2013                | Manchester United        | PL                       | 10         | -17        | FACup+CdL       | 1+1             | 0 + -5          | UCL                | 1                  | -1                 | -           | -           | -           | 13     | -23    |
| 2013-2014                | Manchester United        | PL                       | 1          | 0          | FACup+CdL       | 1+1             | -2 + -0         | UCL                | 0                  | 0                  | CS          | 0           | 0           | 3      | -2     |
| 2014-2015                | Manchester United        | PL                       | 0          | 0          | FACup+CdL       | 0               | 0               | -                  | -                  | -                  | -           | -           | -           | 0      | 0      |
| Totale Manchester United | Totale Manchester United | Totale Manchester United | 19         | -21        |                 | 7               | -10             |                    | 3                  | -2                 |             | 0           | -0          | 29     | -33    |
| 2015-gen. 2016           | West Bromwich            | PL                       | 0          | 0          | FACup+CdL       | 0+1             | 0+-3            | -                  | -                  | -                  | -           | -           | -           | 1      | -3     |
| gen. 2016-               | Preston                  | PL                       | 0          | 0          | FACup+CdL       | 0+0             | 0+-0            | -                  | -                  | -                  | -           | -           | -           | 0      | 0      |
| Totale carriera          | Totale carriera          | Totale carriera          | 90         | -111       |                 | 8               | -13             |                    | 7                  | -9                 |             | 0           | 0           | 105    | -133   |

### Cronologia presenze reti in Nazionale
| Cronologia completa delle presenze e delle reti in nazionale ― Danimarca | Cronologia completa delle presenze e delle reti in nazionale ― Danimarca | Cronologia completa delle presenze e delle reti in nazionale ― Danimarca | Cronologia completa delle presenze e delle reti in nazionale ― Danimarca | Cronologia completa delle presenze e delle reti in nazionale ― Danimarca | Cronologia completa delle presenze e delle reti in nazionale ― Danimarca | Cronologia completa delle presenze e delle reti in nazionale ― Danimarca | Cronologia completa delle presenze e delle reti in nazionale ― Danimarca |
| Data                                                                     | Città                                                                    | In casa                                                                  | Risultato                                                                | Ospiti                                                                   | Competizione                                                             | Reti                                                                     | Note                                                                     |
| ------------------------------------------------------------------------ | ------------------------------------------------------------------------ | ------------------------------------------------------------------------ | ------------------------------------------------------------------------ | ------------------------------------------------------------------------ | ------------------------------------------------------------------------ | ------------------------------------------------------------------------ | ------------------------------------------------------------------------ |
| 7-9-2010                                                                 | Copenaghen                                                               | Danimarca                                                                | 1 – 0                                                                    | Islanda                                                                  | Qual. Euro 2012                                                          | -                                                                        |                                                                          |
| 8-10-2010                                                                | Porto                                                                    | Portogallo                                                               | 3 – 1                                                                    | Danimarca                                                                | Qual. Euro 2012                                                          | -1                                                                       | 46’                                                                      |
| 12-10-2010                                                               | Copenaghen                                                               | Danimarca                                                                | 2 – 0                                                                    | Cipro                                                                    | Qual. Euro 2012                                                          | -                                                                        |                                                                          |
| 17-11-2010                                                               | Aarhus                                                                   | Danimarca                                                                | 0 – 0                                                                    | Rep. Ceca                                                                | Amichevole                                                               | -                                                                        |                                                                          |
| 15-11-2011                                                               | Esbjerg                                                                  | Danimarca                                                                | 2 – 1                                                                    | Finlandia                                                                | Amichevole                                                               | -1                                                                       |                                                                          |
| Totale                                                                   |                                                                          | Presenze                                                                 | 5                                                                        |                                                                          | Reti                                                                     | -2                                                                       |                                                                          |

## Palmarès

### Giocatore

#### Club
- Coppa di Danimarca: 1

Odense: 2007
- Coppa di Norvegia: 1

Aalesunds: 2009
- Campionato inglese: 2

Manchester United: 2010-2011, 2012-2013
- Community Shield: 2

Manchester United: 2011, 2013

#### Individuale
- Premio Kniksen per il miglior portiere dell'anno: 1

2010